# Machiko Hasegawa
Machiko Hasegawa (長谷川町子, Hasegawa Machiko, Taku, 30 de janeiro de 1920 — Saga, 27 de maio de 1992) foi uma autora de manga, colecionadora de arte, desenhadora e escritora japonesa. É considerada uma das primeiras artistas de manga.

## Biografia
Machiko Hasegawa iniciou a sua tira de banda desenhada, Sazae-san (サザエさん) em 1946, sendo publicada no jornal Asahi Shimbun entre 1949 e 1974. Também criou a tira cómica Ijiwaru Bā-san (いじわるばあさん). Todas as suas obras foram impressas em compilações no Japão e em meados da década de 1990, ela contabilizou mais de sessenta milhões de cópias apenas no seu país de origem.
Sazae-san foi uma tira de banda desenhada popular no pós-guerra, que descrevia a vida ficcional de Sazae-san, uma dona de casa japonesa. A obra foi adaptada para uma série de teatro radiofónico em 1955 e para uma série de animé em 1969, que ainda é transmitida na atualidade e detém o título da série de televisão animada mais longa, de acordo com o Livro Guinness dos Recordes. Algumas das suas tiras cómicas foram traduzidas em língua inglesa, sob o título de The Wonderful World of Sazae-san.
Machiko Hasegawa foi galardoada com o Prémio de Manga Bungeishunjū em 1962, com a Medalha de Honra com faixa roxa em 1982, com o Prémio Cultural da Metrópole de Tóquio em 1988, com a Ordem da Coroa Preciosa (quarta classe) em 1990, com o Prémio da Associação dos Cartunistas do Japão em 1991, e com o Prémio de Honra da Nação em 1992.
Machiko Hasegawa morreu de insuficiência cardíaca a 27 de maio de 1992, aos setenta e dois anos. As obras de Machiko Hasegawa e da sua irmã Mariko foram alojadas no Museu de Arte Machiko Hasegawa.